# William T. Tyndall
William Thomas Tyndall, född 16 januari 1862 i Sparta i Missouri, död 26 november 1928 i Bartlesville i Oklahoma, var en amerikansk politiker (republikan). Han var ledamot av USA:s representanthus 1905–1907.
Tyndall efterträdde 1905 William Duncan Vandiver som kongressledamot och efterträddes 1907 av Joseph J. Russell.
Tyndall ligger begravd på White Rose Cemetery i Bartlesville i Oklahoma.